# Martin Baturina
Martin Baturina (Zürich, 16. veljače 2003.) hrvatski je nogometaš koji igra na poziciji veznog igrača. Trenutačno igra za Como 1907.

## Klupska karijera

### Rana karijera
Godine 2015. prelazi iz splitskog Hajduka u RNK Split. Dvije godine kasnije prelazi u zagrebački Dinamo.

### Dinamo Zagreb
Za Dinamo Zagreb II debitirao je 14. veljače 2021. kada je druga momčad Dinama izgubila od Bijelog Brda 1:0. Za prvu momčad Dinama debitirao je 16. svibnja u utakmici 1. HNL u kojoj je Gorica poražena 0:3. U Hrvatskom nogometnom kupu debitirao je 22. rujna kada je Dinamo pobijedio riječki Orijent 1:4. Osam dana kasnije debitirao je u UEFA Europskoj ligi protiv Genka kojeg je Dinamo dobio 0:3. Svoj prvi gol za Dinamo postigao je 5. ožujka 2022. u utakmici 1. HNL u kojoj je Dinamo pobijedio Šibenik 3:0. U utakmici posljednjeg kola 1. HNL 2021./22. odigrane 21. svibnja protiv Hajduka Split, Baturina je ušao u 5. minuti sudačke nadoknade. Pet minuta kasnije asistirao je Mislavu Oršiću za 2:1, a u 12. minuti ujedno i posljednjoj minuti susreta, Baturina je postigao gol za konačnih 3:1. U UEFA Ligi prvaka debitirao je 6. rujna kada je Dinamo pobijedio Chelsea 1:0. Baturina je postigao gol i asistenciju u ligaškoj utakmici odigranoj 26. veljače 2023. protiv Hajduka kojeg je Dinamo dobio 4:0. Dvije asistencije postigao je 15. travnja 2023. kada je Slaven Belupo poražen 4:0. Dana 15. srpnja 2023. postigao je jedini gol na utakmici superkupa protiv Hajduka Split. Postigao je dva pogotka 10. ožujka 2024. kada je Dinamo u ligaškom susretu dobio Slaven Belupo 5:2. Triput je bio asistent 2. kolovoza u utakmici 1. kola HNL 2024./25. u kojoj je Dinamo savladao Istru 1961 5:0. Postigao je gol i asistenciju 2. listopada u utakmici UEFA Lige prvaka 2024./25. protiv Monaca koja je završila 2:2. Svoj 150. klupski nastup ostvario je 15. veljače 2025. kada je Gorica izgubila 3:1 u ligi. Za Dinamo Zagreb ostvario je 22 pogodaka i 39 asistencija u 165 službenih nastupa, odnosno 26 puta je bio strijelac u sveukupnih 188 utakmica u kojima je igrao kao igrač Dinama.

### Como 1907
Baturina je 16. lipnja 2025. prešao u talijanski Como 1907, s kojim je potpisao ugovor do 2030., za fiksni iznos od 17 milijuna eura uz 8 milijuna eura bonusa.

## Reprezentativna karijera
Tijekom svoje karijere nastupao je za selekcije Hrvatske do 15, 16, 18, 19 i 21 godine. Za A selekciju debitirao je 18. studenog 2023. u kvalifikacijskoj utakmici za Europsko prvenstvo 2024. u kojoj je Latvija izgubila 0:2. Dana 15. listopada Hrvatska igrala je 3:3 s Poljskom u UEFA Ligi nacija 2024./25. Tada je u 24. minuti Baturina asistirao svom klupskom suigraču u Dinamu Petru Sučiću za njegov reprezentativni prvijenac, a Baturina je dvije minute kasnije postigao svoj prvi pogodak za reprezentaciju i to na asistenciju Sučića.

## Osobni život
Sin je Mate i brat Roka Baturine.

## Priznanja

### Individualna
- Trofej Nogometaš – Najbolji mladi nogometaš HNL-a: 2022./23.[23]
- Trofej Nogometaš – Najbolja momčad godine HNL-a: 2022./23.,[23] 2023./24.,[24] 2024./25.[25]
- Momčad sezone HNL-a: 2024./25.[26]

### Klupska
Dinamo Zagreb
- 1. HNL/HNL (4): 2020./21., 2021./22., 2022./23., 2023./24.
- Hrvatski nogometni kup (1): 2023./24.
- Hrvatski nogometni superkup (2): 2022., 2023.

## Vanjske poveznice
- Profil, Hrvatski nogometni savez
- Profil, Transfermarkt (engl.)